# The Real Adventures of Jonny Quest
As Incríveis Aventuras de Jonny Quest (The Real Adventures of Jonny Quest, no original) é um desenho animado que estreou em 26 de agosto de 1966 e durou até 16 de abril de 1967. Foi produzido pela Hanna-Barbera Cartoons e é a terceira versão (às vezes chamada de terceira temporada) da franquia Jonny Quest que se iniciou em 1964. Além dos tradicionais cenários de animação da série, a ação se passa também no QuestWorld, uma terceira dimensão do ciberespaço, com efeitos realizados por animação computadorizada.
Os personagens são os mesmos da série original exceto pela inclusão de Jessica Margaret Leya 'Jessie' Bannon, filha de Roger 'Race' Bannon (o guarda-costas do Doutor Quest).
As Incríveis Aventuras de Jonny Quest (The Real Adventures of Jonny Quest, no original) é uma série animada de televisão americana de ação e aventura produzido pela Hanna-Barbera e transmitida no Cartoon Network a partir de 26 de agosto de 1996
a 16 de abril de 1997. Um revival da década de 1960 franquia Jonny Quest, possui aventureiros adolescentes Jonny Quest, Hadji Singh, e Jessie Bannon enquanto acompanhavam o Dr. Benton e guarda-costas da Raça Quest Bannon para investigarem estranhos fenômenos, lendas e mistérios em locais exóticos. Ação também acontece na esfera virtual de QuestWorld, um domínio ciberespaço tridimensional renderizada com animação de computador.
Concebido no início de 1990, Real Adventures sofreu um desenvolvimento longo e conturbado. Hanna-Barbera demitiu o criador Peter Lawrence, em 1996, e contratou novos produtores para terminar a série. John Eng e Cosmo Anzilotti concluiu a obra de Lawrence, David Lipman, Davis Doi, e Larry Houston escreveram novos episódios com desenhos de personagens reformulados semelhantes aos do Quest clássico. Cada equipe produziu metade da série com 52 episódios. Enquanto que a equipe de Lawrence trabalhada histórias de mistério do mundo real e exploração, escritores posteriores utilizaram ficção científica e parcelas paranormais.
A Turner Entertainment apoiou o show através de uma campanha de marketing massiva com 33 licenciados. As Incríveis Aventuras (Real Adventures, no original) estreou com uma liberação sem precedentes de largura no Cartoon Network, TBS e TNT, arejando 21 vezes por semana. Os críticos têm debatido os méritos de animação da série, escrita, e do espírito em relação a Quest clássico, mas também tem recebido elogios nestas categorias. As Incríveis Aventuras não conseguiu ganhar altas classificações com sua demografia alvo e sua mercadoria desempenha fraca, levando ao cancelamento após 52 episódios. Turner lançou oito VHS, dois discos a laser, e episódios de 13 DVD; reprises apareceram no Toonami, CNX, e outras redes dos desenhos animados.